# TVNZ 1
TVNZ 1 es el principal canal de Television New Zealand (TVNZ), la empresa de televisión pública de Nueva Zelanda. Cuenta con una programación generalista para todos los públicos que ofrece informativos, entretenimiento y ficción. Al menos el 50% de la parrilla está compuesta por producción neozelandesa, mientras que el resto suelen ser programas australianos, británicos y estadounidenses.
Este canal comenzó sus emisiones el 1 de junio de 1960 desde Auckland con el distintivo «AKTV 2», dentro del grupo radiodifusor New Zealand Broadcasting Corporation (NZBC), al que siguieron emisoras en Wellington, Christchurch (1961) y Dunedin (1962). Los cuatro centros funcionaron de forma semiautónoma hasta que en 1969 pudo establecerse una conexión vía satélite entre ellos.
En 1975 la NZBC fue dividida en tres entidades independientes: Radio New Zealand, Television One y Television Two. Ese mismo año el canal adoptó la marca «TV One», se quedó con las instalaciones de Wellington y Dunedin, y amplió su cobertura al resto del archipiélago. Con la creación de TVNZ en 1980, TVNZ 1 se convirtió en el canal de referencia mientras que TV2 asumió la programación para un público más joven.
TVNZ 1 está disponible en señal abierta en las plataformas de televisión digital terrestre, satélite y cable.